# 維諾格拉德涅 (別列佐夫卡區)
47°13′35″N 31°5′58″E / 47.22639°N 31.09944°E

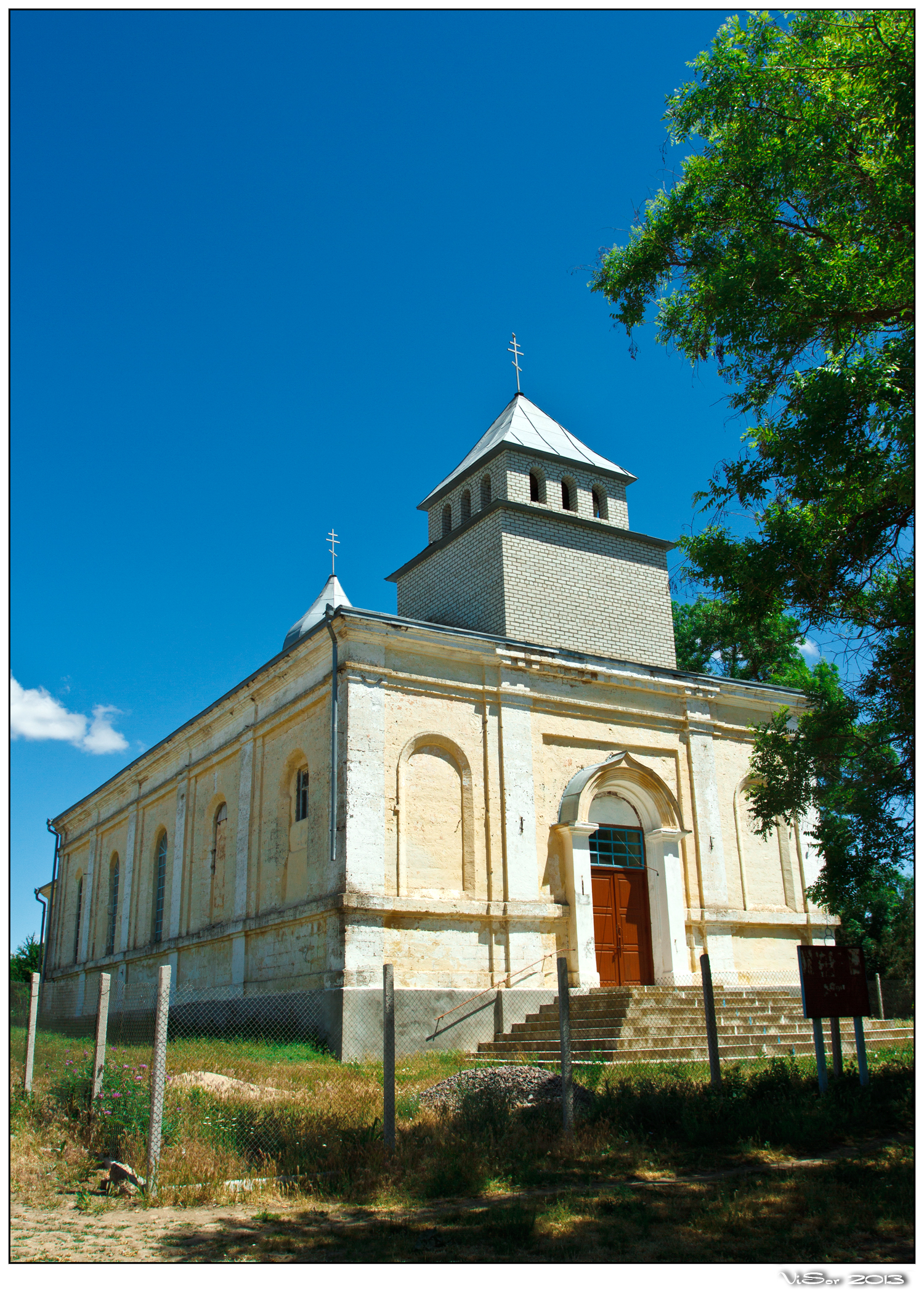

維諾赫拉德內（烏克蘭語：Виноградне）是位於烏克蘭西南部的村莊，由敖德萨州贝雷济夫卡区的新卡利切韋市鎮負責管轄。該村始建於1820年，面積1.59平方公里，海拔高度80米，2001年人口1,187，人口密度每平方公里745.6人。